# Holly Lake Ranch
Holly Lake Ranch es un lugar designado por el censo ubicado en el condado de Wood en el estado estadounidense de Texas. En el Censo de 2010 tenía una población de 2.774 habitantes y una densidad poblacional de 118,18 personas por km².

## Geografía
Holly Lake Ranch se encuentra ubicado en las coordenadas 32°42′47″N 95°11′58″O / 32.71306, -95.19944. Según la Oficina del Censo de los Estados Unidos, Holly Lake Ranch tiene una superficie total de 23.47 km², de la cual 22.47 km² corresponden a tierra firme y (4.28%) 1 km² es agua.

## Demografía
Según el censo de 2010, había 2.774 personas residiendo en Holly Lake Ranch. La densidad de población era de 118,18 hab./km². De los 2.774 habitantes, Holly Lake Ranch estaba compuesto por el 96.97% blancos, el 0.68% eran afroamericanos, el 0.54% eran amerindios, el 0.4% eran asiáticos, el 0.07% eran isleños del Pacífico, el 0.36% eran de otras razas y el 0.97% pertenecían a dos o más razas. Del total de la población el 2.52% eran hispanos o latinos de cualquier raza.